# Энтль-Ульёган
Энтль-Ульёган или Энтль-Ольёган (устар. Энтль-Ол-Ёган) — река в России, протекает по территории Нижневартовского района Ханты-Мансийского автономного округа. Устье реки находится в 34 км по правому берегу реки Ай-Коликъёган. Длина реки — 61 км, площадь водосборного бассейна — 280 км².

## Данные водного реестра
По данным государственного водного реестра России относится к Верхнеобскому бассейновому округу, водохозяйственный участок реки — Вах, речной подбассейн реки — бассейн притоков (Верхней) Оби от Васюгана до Ваха. Речной бассейн реки — (Верхняя) Обь до впадения Иртыша.